# Friedensvertrag von 1904 zwischen Chile und Bolivien

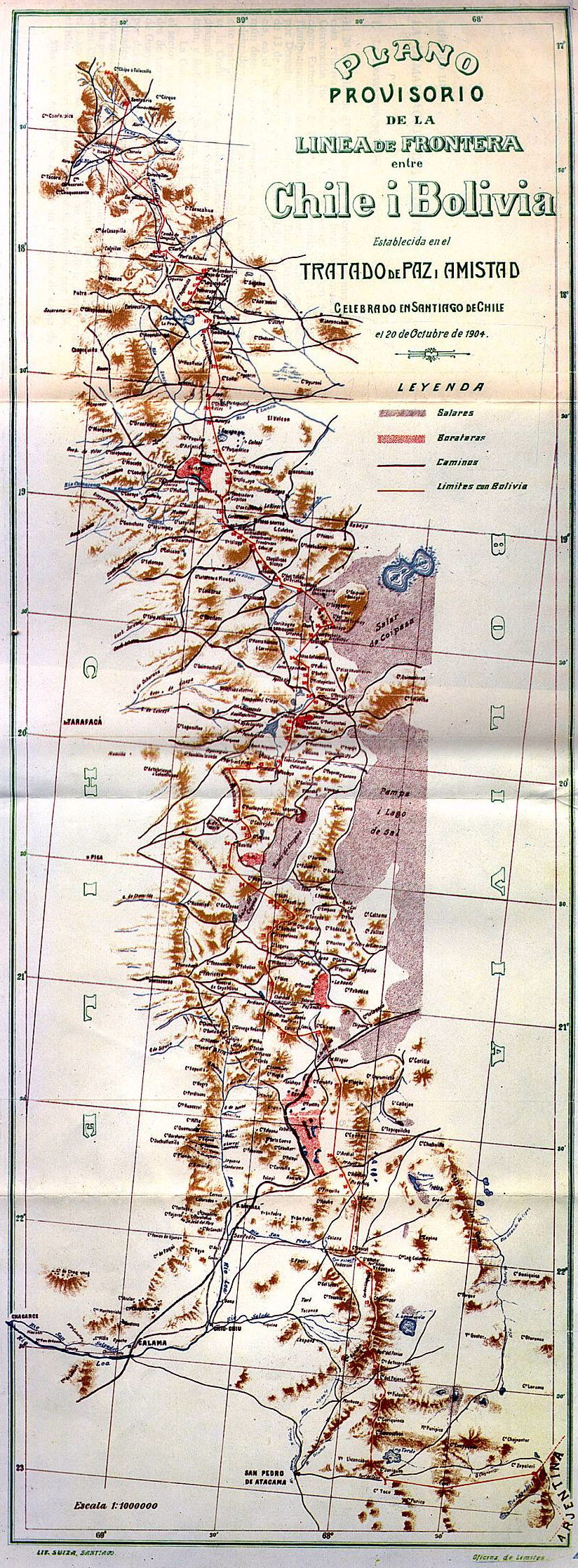
Nach dem Friedensvertrag erstellte vorläufige Karte mit der durch 96 Grenzpunkte definierten Grenze zwischen Bolivien und Chile.

Der Friedensvertrag von 1904 zwischen Chile und Bolivien wurde am 20. Oktober 1904 unterschrieben und beendete formell den Salpeterkrieg. Das Dokument definiert die Grenze zwischen beiden Ländern mittels 96 Grenzpunkte.
- Bolivien erkennt im Vertrag die chilenische Souveränität über die ehemalige bolivianische Küstenregion von Antofagasta an.
- Chile erkennt das Recht Boliviens zum Handelsverkehr an zwischen den chilenischen Häfen am Pazifik und dem bolivianischen Territorium.

Dafür sieht der Vertrag unter anderem den Bau der Eisenbahnlinie Arica–La Paz vor.
Zuvor hatten Chile und Peru (ehemals Verbündeter Boliviens im Krieg gegen Chile) 1883 im Vertrag von Ancón einen Friedensvertrag geschlossen. Zwischen Chile und Bolivien kam es 1884 zum Vertrag von Valparaíso.

## Vertragstext
- Diario Oficial de la República de Chile, Bekanntmachung des Vertragstextes am 27. März 1905 in Chile.